# ۲۷ شعبان
۲۷ شعبان، بیست و هفتمین روز از ماه شعبان در تقویم هجری قمری است.
در تقویم هجری قمری قراردادی این روز دویست و سی و چهارمین روز سال است.

## زادگان
- ۷۹۰ : شهاب‌الدین حجازی

## درگذشتگان
- ۱۳۳۲ - جرجی زیدان تاریخ‌نگار، داستان‌نویس و روزنامه‌نگار لبنانی.